# Lâu đài Thiên Thần
Lâu đài Thiên Thần (tiếng Ý: Castel Sant'Angelo, tiếng Anh: Castle of the Holy Angel) là một tòa nhà cao, có hình trụ đứng, tọa lạc ở Công viên Adriano của Roma (Ý), xây dựng vào khoảng năm 123–139. Trước mặt là Cầu Thiên Thần.
Ban đầu, tòa nhà này được Hoàng đế La Mã Hadrianus xây làm lăng mộ cho chính mình và hoàng gia. Về sau, nó được các vị giáo hoàng sử dụng làm lâu đài và pháo đài, hiện nay là một bảo tàng. Tòa nhà này từng là công trình cao nhất ở Roma.